# Oyes
Oyes ist eine französische Gemeinde mit 106 Einwohnern (Stand: 1. Januar 2022) im Département Marne in der Region Grand Est (bis 2015 Champagne-Ardenne). Sie gehört zum Arrondissement Épernay und zum Gemeindeverband Sézanne-Sud Ouest Marnais. Die Bewohner werden Oyats genannt.

## Geografie
Die Gemeinde Oyes liegt etwa 70 Kilometer nordnordwestlich von Troyes und etwa 100 Kilometer östlich von Paris am Oberlauf des Petit Morin, der hier das Moorgebiet Marais de Saint-Gond durchquert. Großräumiger gesehen liegt Oyes im Süden der Champagne sèche, der „trockenen Champagne“, auch „lausige Champagne“ (Champagne pouilleuse) oder „kreidehaltige Champagne“ (Champagne crayeuse) genannt. Die Umgebung des Dorfes Oyes ist tischeben auf 140 Metern über dem Meer und im Westen, Norden und Osten von Sumpfflächen umgeben. Im Westen der Gemeinde erheben sich einzelne bewaldete Hügel über die 200-m-Marke. Umgeben wird Oyes von den Nachbargemeinden Villevenard im Norden, Reuves im Osten, Mondement-Montgivroux im Süden, Soizy-aux-Bois im Westen sowie Corfélix (Berührungspunkt) und Talus-Saint-Prix im Nordwesten.

## Bevölkerungsentwicklung
| Jahr      | 1962 | 1968 | 1975 | 1982 | 1990 | 1999 | 2006 | 2013 | 2021 |
| Einwohner | 115  | 106  | 92   | 99   | 94   | 88   | 84   | 73   | 107  |

Im Jahr 1846 wurde mit 217 Bewohnern die bisher höchste Einwohnerzahl ermittelt. Die Zahlen basieren auf den Daten von cassini.ehess und INSEE.

## Sehenswürdigkeiten
- Die Kirche Saint-Genest stammt aus dem 12. und 13. Jahrhundert.
- Das Kloster Saint-Pierre-d’Oyes, auch Abtei Saint-Gond oder Priorat von Saint-Gond genannt, wurde im Jahr 676 vom heiligen Godo (Saint Gond), einem Neffen des heiligen Wandregisel (Saint Wandrille), und seinen Anhängern gegründet. Sie war ursprünglich eine einfache Gemeinde, die in den Sümpfen von Oyes angesiedelt war und sich um eine seit 660 bestehende dem Heiligen Peter geweihte Kapelle versammelte. Das Kloster wurde im 9. Jahrhundert bei normannischen Einfällen zerstört und im 10. Jahrhundert unter dem Namen Abbaye de Saint-Gond neu errichtet. 1344 verlor es seinen Status als Abtei und wurde unter Aufsicht der Abtei Montier-la-Celle (Abbaye Saint-Pierre de Montier-la-Celle) wieder Priorat. Das Priorat verfiel langsam und wurde im Jahr 1731 aufgelöst. Die Abteikirche wurde 1808 abgerissen. Im Jahr 1891 fand man bei Ausgrabungen in den Überresten der Abtei glasierte Fliesen. Aus dem Klostergelände wurde ein Bauernhof, den deutsche Truppen am 8. September 1914 während der Schlacht in den Sümpfen von Saint-Gond plünderten und abbrannten. Heute sind Reste eines Klostergebäudes restauriert und werden als privates Landhaus genutzt.

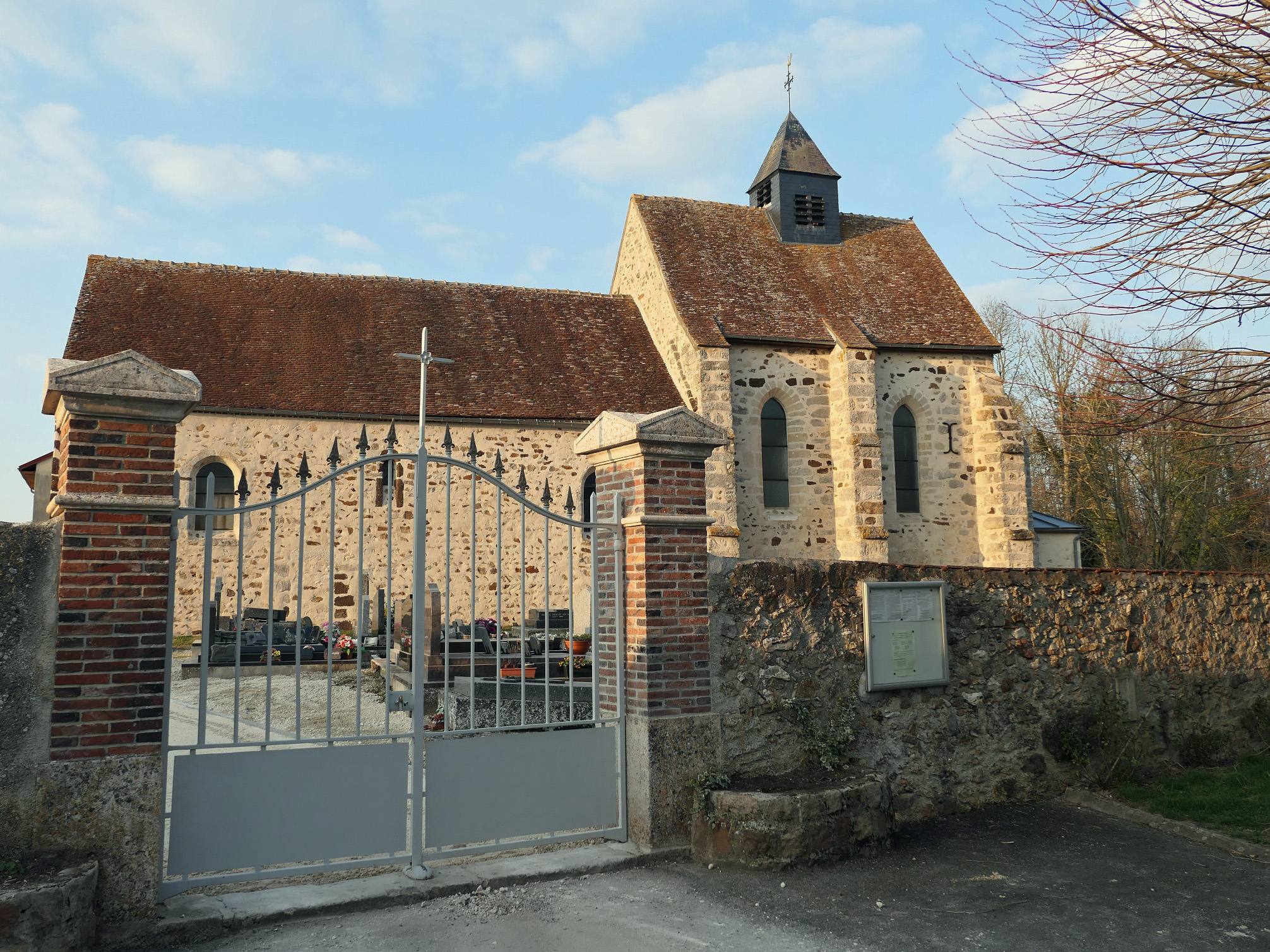
Kirche Saint-Genest
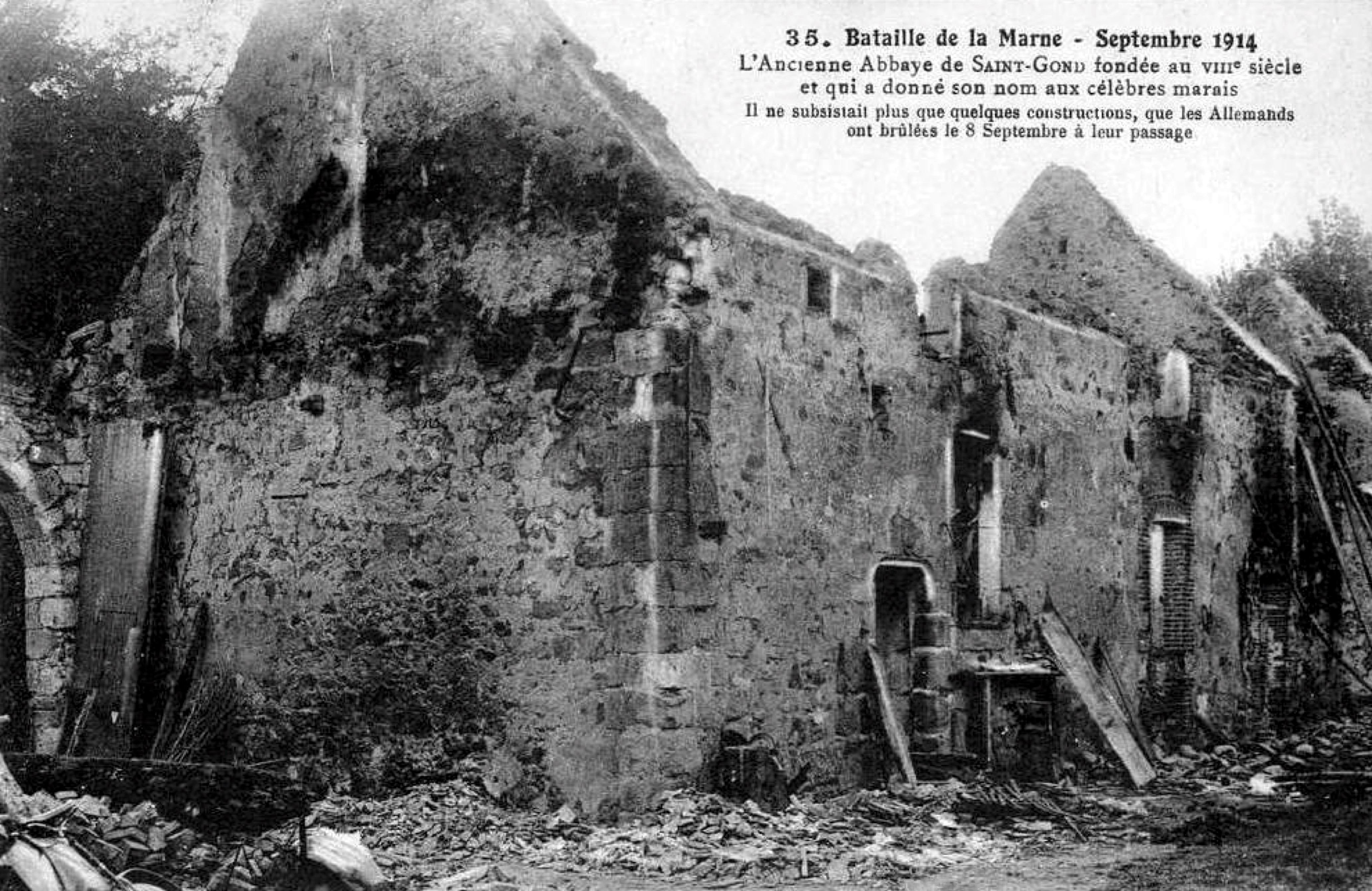
Ruinen des Klosters Saint-Gond im September 1914
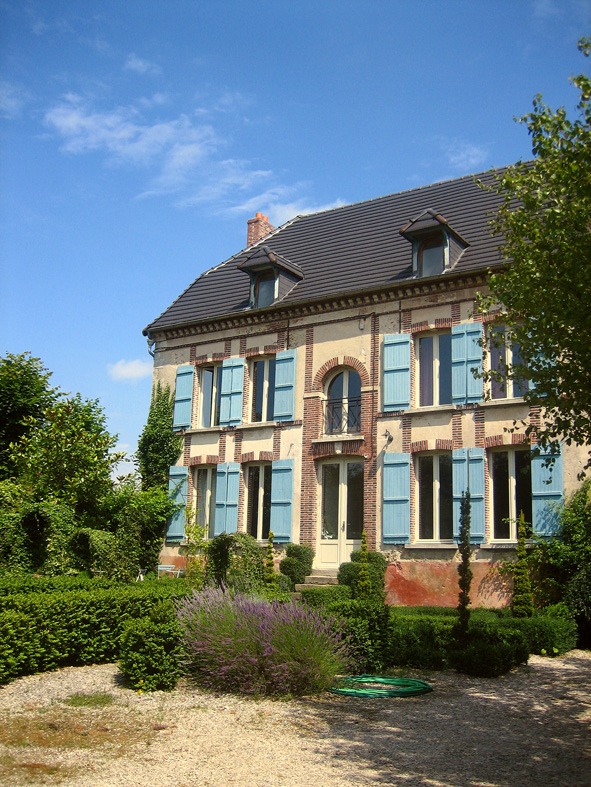
Ferienhaus „Aupres d'Eglise“

## Wirtschaft und Infrastruktur
In Oyes sind 33 Landwirtschaftsbetriebe ansässig (Anbau von Getreide, Weidewirtschaft, Weinkellerei und -verkauf).
Oyes liegt abseits der größeren Verkehrsachsen. Vier Kilometer westlich von Oyes verläuft die Fernstraße D951 von Sézanne nach Épernay.

## Belege
1. ↑  Oyes auf cassini.ehess.fr
2. ↑  Oyes auf insee.fr
3. ↑  Landwirtschaftsbetriebe auf annuaire-mairie.fr (französisch)